# Angriff auf Orleans
Der deutsche Angriff auf Orleans war eine Beschießung einer kleinen Stadt und ihres Hafens während des Ersten Weltkrieges. Ein U-Boot der Kaiserlichen Marine griff am 21. Juli 1918 die Stadt Orleans auf der Halbinsel Cape Cod im US-Bundesstaat Massachusetts an und beschoss dabei auch die kleinen Handelsschiffe im Hafen.

## Beschießung
Am Morgen des 21. Juli 1918 positionierte sich der U-Kreuzer U 156 vor dem Nauset-Strand von Orleans, Massachusetts. Das Boot war mit zwei Torpedorohren, 18 Torpedos und zwei 15-cm-Geschützen mit einem Vorrat von 1672 Granaten ausgerüstet. Das U-Boot tauchte auf und eröffnete zuerst das Feuer auf die Stadt und danach mit beiden Torpedorohren und den Kanonen auf den etwa 37 Meter langen Schleppdampfer Perth Amboy, der von vier Holzkähnen umgeben war.
Männer der naheliegenden US Coast Guard-Station stürmten auf ihren Beobachtungsturm und meldeten den Angriff an die Naval Air Station in Chatham. Nach der Versenkung des Schleppdampfers feuerte das U-Boot auf die Holzkähne. Von der brennenden Perth Amboy und den Kähnen flüchteten 32 Seeleute und Zivilisten, darunter auch die Frau und Kinder des Schlepperkapitäns.
Die bald danach ankommenden Curtiss HS-2L und R-9 Wasserflugzeuge verfehlten mit ihren Bomben das U-Boot.

## Folgen

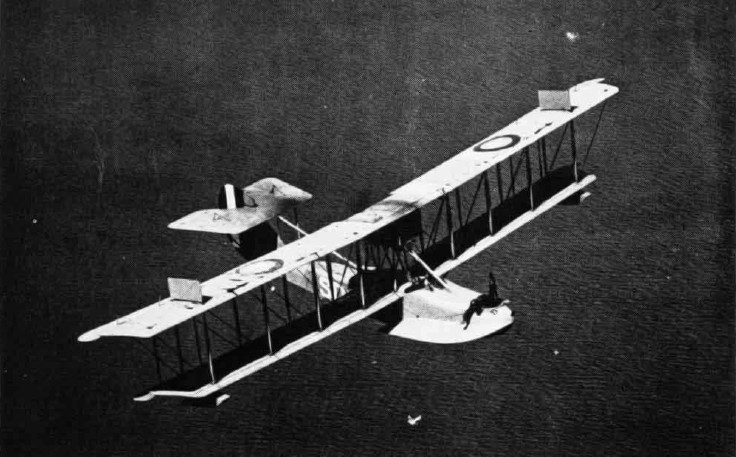
Curtiss HS-2L Seeflugzeug

U 156 setzte nach dem gelungenen Raid die Jagd auf alliierte Schiffe vor der amerikanischen Küste fort. In Orleans wurden einige Krater und Granaten an der Küste und im nahen Moor gefunden. Das Gebiet selbst erlitt nur geringen Schaden, lediglich die Bevölkerung war sehr stark beeindruckt. Leute begannen von Seegefechten vor der Küste zu berichten. Andere sprachen von einem vermeintlichen Mutterschiff von U 156. Zeitungen bezeichneten das Gefecht ironisch als die Schlacht von Orleans und schrieben eine Belohnung für den Fund einer U-Boot-Basis in der Bucht von Fundy aus. Die Stadt schaltete aus Angst vor deutschen Spionen, die deutsche U-Boote informieren würden, auch alle öffentlichen Lichter aus.
Der Angriff auf Orleans war die einzige Operation der Mittelmächte gegen das US-amerikanische Festland während des Ersten Weltkrieges. Es war das erste Mal seit der Belagerung von Fort Texas im Jahr 1846, dass das Festland der Vereinigten Staaten angegriffen wurde. Dies geschah dann 1942 nochmals, als ein U-Boot der Japanischen Marine während des Zweiten Weltkriegs Fort Stevens an der Küste von Oregon beschoss.